# Boynes
Boynes és un municipi francès, situat al departament del Loiret i a la regió de Centre – Vall del Loira. L'any 2007 tenia 1.148 habitants.

## Demografia

### Població
El 2007 la població de fet de Boynes era de 1.148 persones. Hi havia 453 famílies, de les quals 126 eren unipersonals (59 homes vivint sols i 67 dones vivint soles), 141 parelles sense fills, 160 parelles amb fills i 26 famílies monoparentals amb fills.
La població ha evolucionat segons el següent gràfic:
Habitants censats

### Habitatges
El 2007 hi havia 547 habitatges, 461 eren l'habitatge principal de la família, 27 eren segones residències i 58 estaven desocupats. 494 eren cases i 52 eren apartaments. Dels 461 habitatges principals, 357 estaven ocupats pels seus propietaris, 99 estaven llogats i ocupats pels llogaters i 5 estaven cedits a títol gratuït; 6 tenien una cambra, 29 en tenien dues, 102 en tenien tres, 136 en tenien quatre i 187 en tenien cinc o més. 320 habitatges disposaven pel capbaix d'una plaça de pàrquing. A 227 habitatges hi havia un automòbil i a 191 n'hi havia dos o més.

### Piràmide de població
La piràmide de població per edats i sexe el 2009 era:
| Homes | Edats   | Dones |
| ----- | ------- | ----- |
| 4     | 95 o +  | 0     |
| 8     | 90 a 94 | 0     |
| 0     | 85 a 89 | 20    |
| 8     | 80 a 84 | 0     |
| 28    | 75 a 79 | 16    |
| 40    | 70 a 74 | 20    |
| 28    | 65 a 69 | 40    |
| 44    | 60 a 64 | 28    |
| 32    | 55 a 59 | 16    |
| 44    | 50 a 54 | 56    |
| 36    | 45 a 49 | 24    |
| 36    | 40 a 44 | 32    |
| 32    | 35 a 39 | 28    |
| 32    | 30 a 34 | 40    |
| 32    | 25 a 29 | 32    |
| 36    | 20 a 24 | 24    |
| 28    | 15 a 19 | 28    |
| 44    | 10 a 14 | 28    |
| 20    | 5 a 9   | 36    |
| 28    | 0 a 4   | 32    |

## Economia
El 2007 la població en edat de treballar era de 687 persones, 505 eren actives i 182 eren inactives. De les 505 persones actives 458 estaven ocupades (243 homes i 215 dones) i 47 estaven aturades (16 homes i 31 dones). De les 182 persones inactives 77 estaven jubilades, 47 estaven estudiant i 58 estaven classificades com a «altres inactius».

### Ingressos
El 2009 a Boynes hi havia 492 unitats fiscals que integraven 1.238 persones, la mediana anual d'ingressos fiscals per persona era de 16.428 €.

### Activitats econòmiques
Dels 65 establiments que hi havia el 2007, 3 eren d'empreses extractives, 3 d'empreses alimentàries, 1 d'una empresa de fabricació d'elements pel transport, 2 d'empreses de fabricació d'altres productes industrials, 16 d'empreses de construcció, 18 d'empreses de comerç i reparació d'automòbils, 5 d'empreses de transport, 2 d'empreses d'hostatgeria i restauració, 1 d'una empresa d'informació i comunicació, 3 d'empreses immobiliàries, 6 d'empreses de serveis, 2 d'entitats de l'administració pública i 3 d'empreses classificades com a «altres activitats de serveis».
Dels 21 establiments de servei als particulars que hi havia el 2009, 1 era una oficina de correu, 2 tallers de reparació d'automòbils i de material agrícola, 4 paletes, 2 guixaires pintors, 1 fusteria, 3 lampisteries, 4 electricistes, 1 perruqueria i 3 agències immobiliàries.
Dels 5 establiments comercials que hi havia el 2009, 1 era una botiga de més de 120 m², 1 una botiga de menys de 120 m² i 3 carnisseries.
L'any 2000 a Boynes hi havia 13 explotacions agrícoles.

## Equipaments sanitaris i escolars
L'únic equipament sanitari que hi havia el 2009 era una farmàcia.
El 2009 hi havia 1 escola maternal i 1 escola elemental.

## Poblacions més properes
El següent diagrama mostra les poblacions més properes.